# Thomas van der Ree
Thomas van der Ree (Geldrop, 1982) is een Nederlands regisseur en scenarioschrijver.

## Opleiding en werk
Van der Ree studeerde aan de Filmacademie. Na zijn studie ging hij aan de slag als scenarioschrijver. In 2021 maakte hij zijn regiedebuut met de televisiefilm Herman vermoordt mensen, waarvan hij ook de bedenker is.
Samen met regisseur Joost Reijmers zette hij na zijn studie het scenaristencollectief Winchester McFly op. Vanuit dit collectief werd onder andere gewerkt aan Bankier van het verzet.

## Nominaties en prijzen
- Hij won hij de Zilveren Krulstaart voor de korte film Pony Place (2013).[5]
- In 2018 werd hij genomineerd voor een Gouden Kalf voor de film Bankier van het verzet.[6]

## Filmografie (selectie)
- Pony Place (scenario, 2013)
- Smeris (scenario, met Michael Leendertse, Marc Linssen, Roeland Linssen, Chris Westendorp, 2014)
- Riphagen (2016) (scenario, met Paul Jan Nelissen)
- Bankier van het verzet (scenario, met Marieke van der Pol, 2018)[7][8]
- LOIS (scenario, 2018)
- Judas (scenario, 2019)
- Herman vermoordt mensen (scenario en regie, met Joost Reijmers; 2021)
- Bad Boa's (scenario, 2025)